# Narodni trg u Zadru
Narodni trg u Zadru formiran je u srednjem vijeku kao Platea magna (veliki trg), središte je svjetovnog života Zadra i centar gradske uprave s današnjom Gradskom ložom (13. stoljeće – 1565.), Gradskom stražom (1562.) i novovjekom Gradskom vijećnicom (1934.). Naziv Platea Magna zamijenio je kasniji naziv Gospodski trg (Piazza dei Signori), a nakon II. svjetskog rata ustalio se današnji naziv Narodni trg. 
Narodnim trgom dominira Gradska vijećnica, sagrađena na mjestu stare i neugledne vjećnice koja je srušena za vrijeme talijanske uprave nad Zadrom i podignuta 1934. godine.
Na trgu je još u 13. stoljeću podignuta Gradska loža (1565.), kao mjesto za javne političke i pravne skupove, a u njoj su se čuvale općinske mjere za dužinu, težinu i volumen. Današnja zgrada je centar likovnog života Zadra s poznatim medjunarodnim priredbama koje se održavaju u ljetnim mjesecima: trijenale fotografije "Čovjek i more" i trijenala hrvatskog slikarstva "Plavi salon". 
Nasuprot Gradskoj loži smještena je Gradska straža (1562.) u čijem je prostoru bio smješten Etnološki odjel Narodnog muzeja, a nakon obnove služi kao izložbeno-galerijski prostor. U 18. stoljeću na Gradskoj straži je nadograđen toranj sa satom koji neprekidno radi još od davne 1803. godine. Veće zvono, koje otkucava sate prenijeto je s Kapetanove kule (Bovo dí Antona), a manje koje otkucava četvrtine sata, sa susjedne crkve sv. Lovre. Sat je izradio i montirao gradski urar Martini. Inače, u Zadru se još 1555. spominje javni gradski sat na zvoniku crkve Četrdeset mučenika ili sv. Barbare koja je stajala u blizini današnje kavane Forum. 
Veliki kandelabar koji je postavljen na Narodnom trgu na stotu obljetnicu prve električne žarulje u Zadru replika je starog kandelabra iz 1894. godine. U Narodnom listu, opisana je velika pučka fešta na Silvestrovo 1894. kada je na Narodnom trgu zasjala prva električna žarulja: "Mnoštvo sakupljeno na Gospodskom trgu bilo je golemo, kad li - točno kad je odbilo 8 sati - planu velika električna kugla jakošću od 1000 svijeća, a bijelo, srebrnasto, mirno svjetlo obasja čitav trg, sjajno kao u po bijela dana." U Zadru se inače skrbilo za javnu rasvjetu još od pradavne 1520. godine, od 1771. grad je imao stalnu noćnu rasvjetu, a 1860. uvedeno je javno petrolejsko svjetlo s 300 rasvjetnih mjesta.
Najstariji sačuvani objekt u sklopu trga je crkvica sv.Lovre iz 11. stoljeća čiji se prostor može razgledati iz kavane "Lovre".  Na istočnom je dijelu izvan trga palača Ghirardini u romaničkom stilu s balkonom u stilu renesanse iz 15. stoljeća. 
Upravo na Narodnom trgu započela je i duga tradicija zadarskih kavana, kada je na tadašnjem Piazza dei Signori 1730. godine Josip Carceninga, prvi proizvođač Maraschina u Zadru, otvorio i prvu zadarsku kavanu. Godine 1860. kavanu Caffè del Casino otvorio je tvorničar Antonio Cosmacendi, koja će nakon modernizacije 1892. godine postati Kavana od zrcala (Caffè degli Specchi). Tradiciju zadarskih kavana i u današnje vrijeme nastavlja nekoliko kavana i štekata na Narodnom trgu, koji je omiljeno mjesto za susrete i ispijanje kave.
Na Narodnom trgu, na kojem službeno započinje i glavna zadarska ulica Kalelarga, dočekuju se košarkaši i slave njihove pobjede i trofeji. Tu je priređen i veličanstven doček zadarske grupe Riva poslije njihove pobjede na Euroviziji 1989. godine.
U jednoj od akcija "Volim Hrvatsku" u organizaciji Hrvatske turističke zajednice, zadarski Narodni trg proglašen je i najljepšim hrvatskim trgom.